# Saboor Khalili
Saboor Khalili (* 5. September 1985 in Kabul) ist ein ehemaliger afghanisch-deutscher Fußball– und Futsalspieler.

## Fußball

### Verein
Khalili wurde in Afghanistan geboren, musste aber 1993 mit seiner Familie fliehen, da sein Vater politisch verfolgt wurde. Die Familie floh nach Deutschland, wo er die Schule besuchte. Nach seinem Abitur studiert Khalili Technische Betriebswirtschaftslehre. Der Mittelfeldspieler war bis 2007 für den Landesligisten SV Börnsen aktiv und wechselte danach zum Hamburger Oberligisten SV Curslack-Neuengamme. In der Rückrunde der Saison 2011/12 spielte er für den SC Vier- und Marschlande in der Oberliga Hamburg, in der folgenden Saison beim Oststeinbeker SV und bis 2016 beim Bezirksligisten ETSV Hamburg.

### Nationalmannschaft
Im Dezember 2009 bestritt Khalili drei Länderspiele für die afghanische A-Nationalmannschaft während der Südasienmeisterschaft in Bangladesch.

## Futsal
Von 2011 bis 2018 spielte Khalili Futsal bei den Hamburg Panthers und wurde in dieser Zeit viermal deutscher Meister. Am 30. Oktober 2016 gab er auch sein Debüt in der deutschen Futsalnationalmannschaft.